# Opel Adam
| Sterne im Euro-NCAP-Crashtest (2013) |

Der Adam (vom Hersteller genutzte Aussprache: [ˈædəm]) war ein Kleinstwagen des Automobilherstellers Opel. In Großbritannien wurde er als Vauxhall Adam angeboten.
Der Wagen wurde am 22. September 2012 anlässlich der Feier des 150-jährigen Bestehens des Unternehmens der Öffentlichkeit vorgestellt. Die Produktion der Vorführwagen begann Ende November 2012, während die reguläre Serienproduktion am 10. Januar 2013 startete. Offizieller Verkaufsbeginn war der 19. Januar 2013. Das Fahrzeug ist nach dem Firmengründer Adam Opel benannt.
Der Adam wurde im Opelwerk Eisenach montiert, in das hierfür 190 Millionen Euro investiert wurden.
Im Herbst 2018 wurde bekanntgegeben, dass der Adam, nebst Opel Karl und Opel Cascada, spätestens zum Jahresende 2019 eingestellt werden wird. Das Werk Eisenach, das noch weitgehend auf dem Stand von 1992 war, wurde für den auf der EMP2-Plattform von PSA basierenden Opel Grandland umgebaut, damit konnte der Adam dort nicht mehr montiert werden. Wegen der im Vergleich zum Corsa E geringeren Absatzzahlen erhielt er keinen Nachfolger.
Am 3. Mai 2019 lief der letzte Adam vom Band, an diesem Tag wurde auch die Produktion des Corsa E eingestellt. Man nahm an, dass Lagerfahrzeuge bis Ende 2019 verfügbar sein würden.

## Geschichte
Der Opel Adam basiert auf der verkürzten GM SCCS-Plattform, die unter anderem im Corsa D und Fiat Punto der 3. Generation (Typ 199) verwendet wird; der Adam wird lediglich zweitürig hergestellt. Bei der Vorstellung im März 2013 auf dem Genfer Auto-Salon wurde auch der Adam Rocks mit Faltdach vorgestellt.
Der Kleinwagen ist „geprägt von Design und Personalisierung“ (Opel) und soll sich somit von anderen Modellen der Marke absetzen. Das Typenschild wurde daher nicht am Heck, sondern an den C-Säulen platziert. Das Dach konnte farblich abgesetzt bestellt werden.
Der Dachhimmel war in verschiedenen Dekoren verfügbar, wie zum Beispiel im wörtlichen Sinne als Himmel (Sky), im Schachbrettmuster (Go) oder mit einem durch 63 Leuchtdioden erzeugten Sternenhimmel (Stars), letzterer bis 2018. Das Armaturenbrett ist – ähnlich im Fiat 500 – aus verschiedenen Materialien korrespondierend mit der Außenfarbe gestaltet; dieses Konzept setzt sich bis zur Kappe der Funkfernbedienung fort.

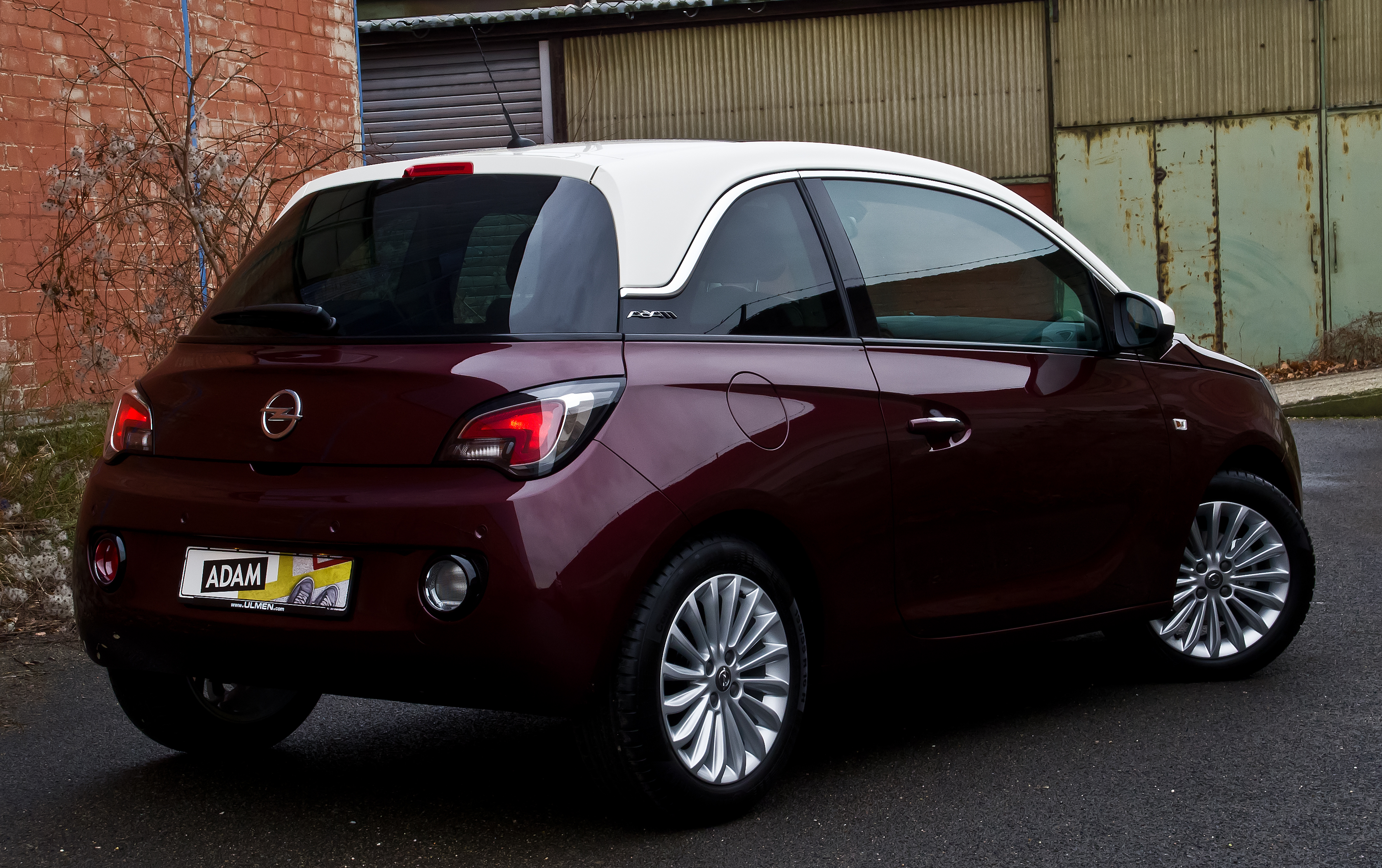
Heckansicht
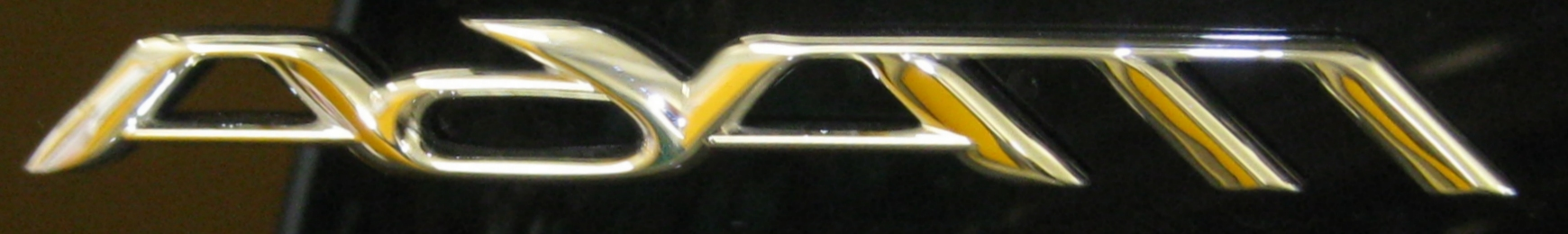
Schriftzug unten auf der C-Säule
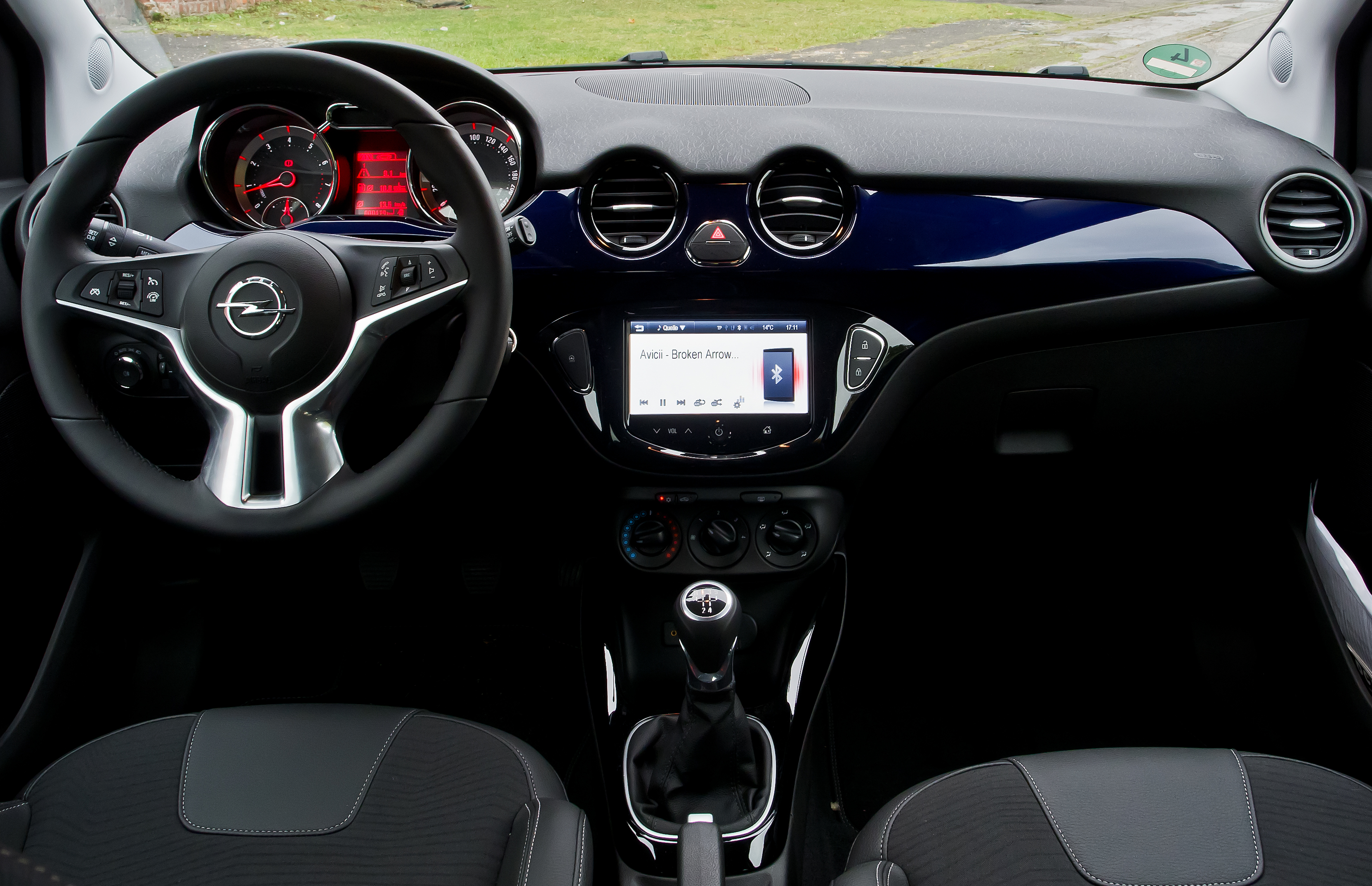
Cockpit
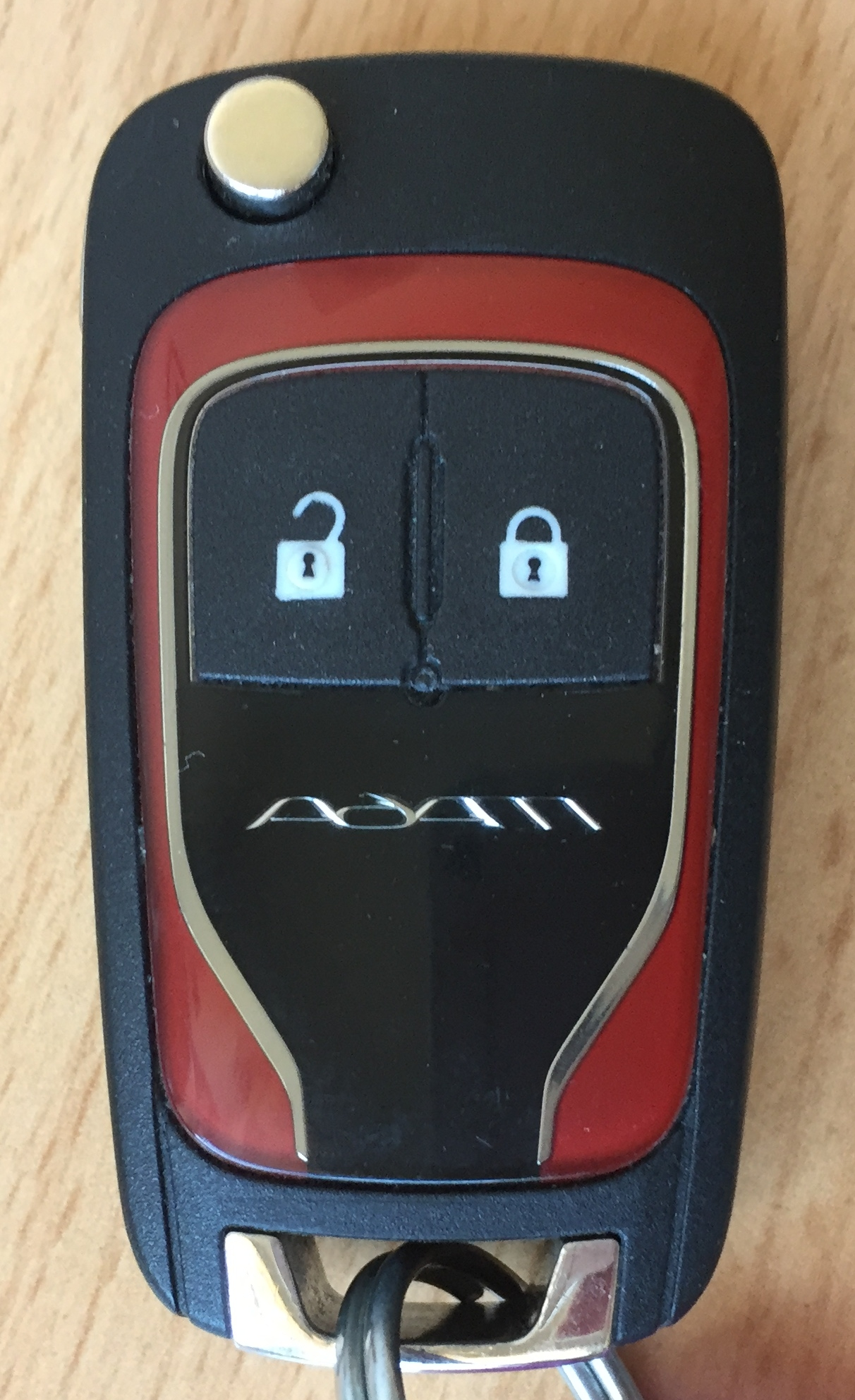
Funkfernbedienung
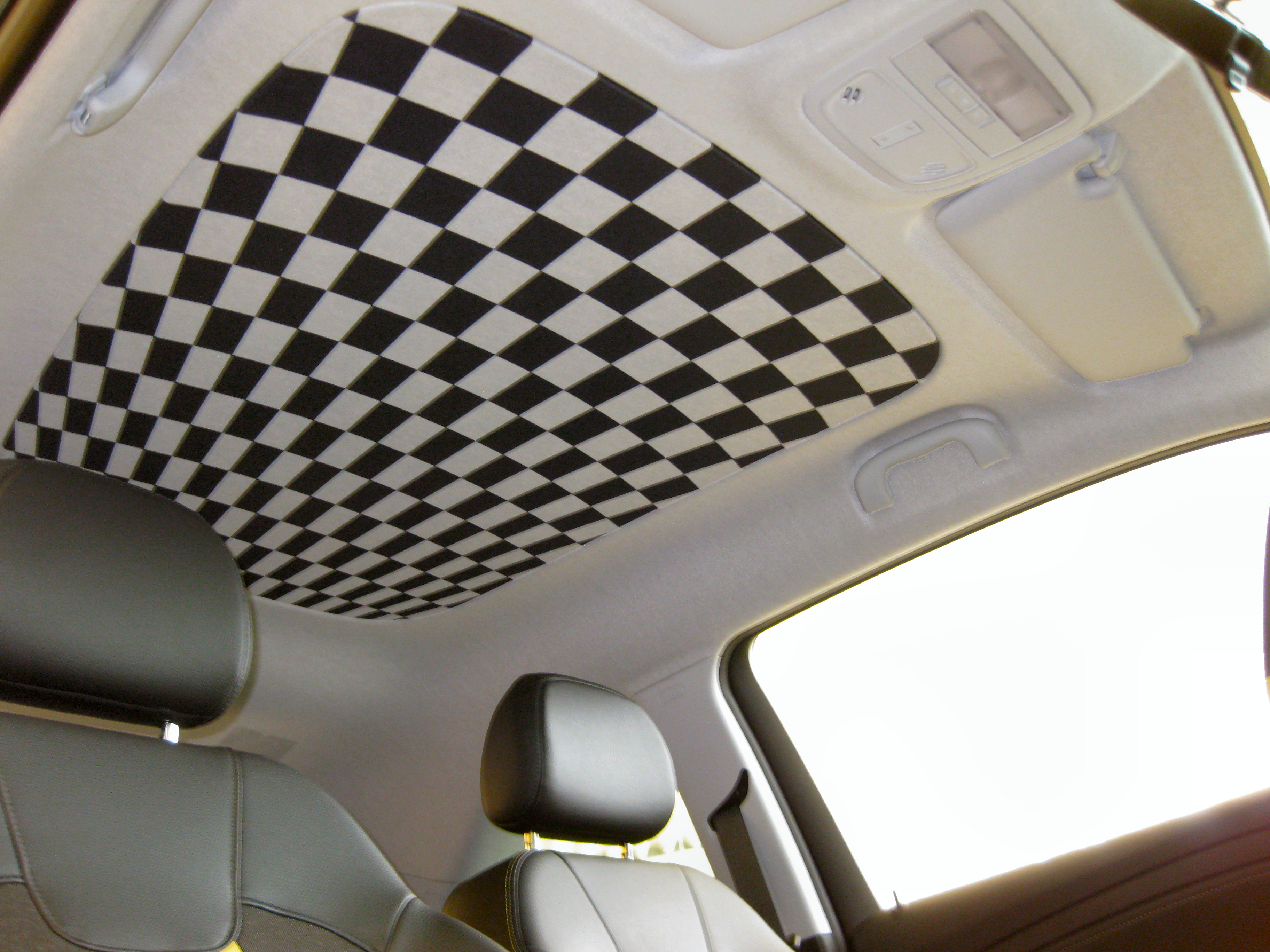
Dachhimmel Go, mit Schachbrettmuster bedruckt

Schnittstellen zu aktuellen Smartphones waren serienmäßig integriert und im Bordcomputer aufgespielt. Von Anfang an war eine Sprachsteuerung verfügbar.
Zeitweise waren beim Adam über 90.000 Varianten möglich. Nach der Übernahme von Opel durch PSA 2017 wurden zur Kostenbegrenzung Ausstattungen aus dem Programm genommen, die weniger als 1 % der Kunden auswählten.
Auch wenn der Adam mit sechs Rückrufaktionen bis Anfang September 2017 nicht frei von Rückrufen war, ist er sonst bezüglich der Qualität erfolgreich: Laut TÜV-Report 2017 sind über 94 % der Fahrzeuge dieses Typs nach drei Jahren mängelfrei, womit der Adam hier seinen Mitbewerber Mini überholt hat.

## Ausstattungslinien
Der Adam startete mit den Ausstattungsvarianten Adam, Jam, Glam und Slam.
- Adam: Basisversion

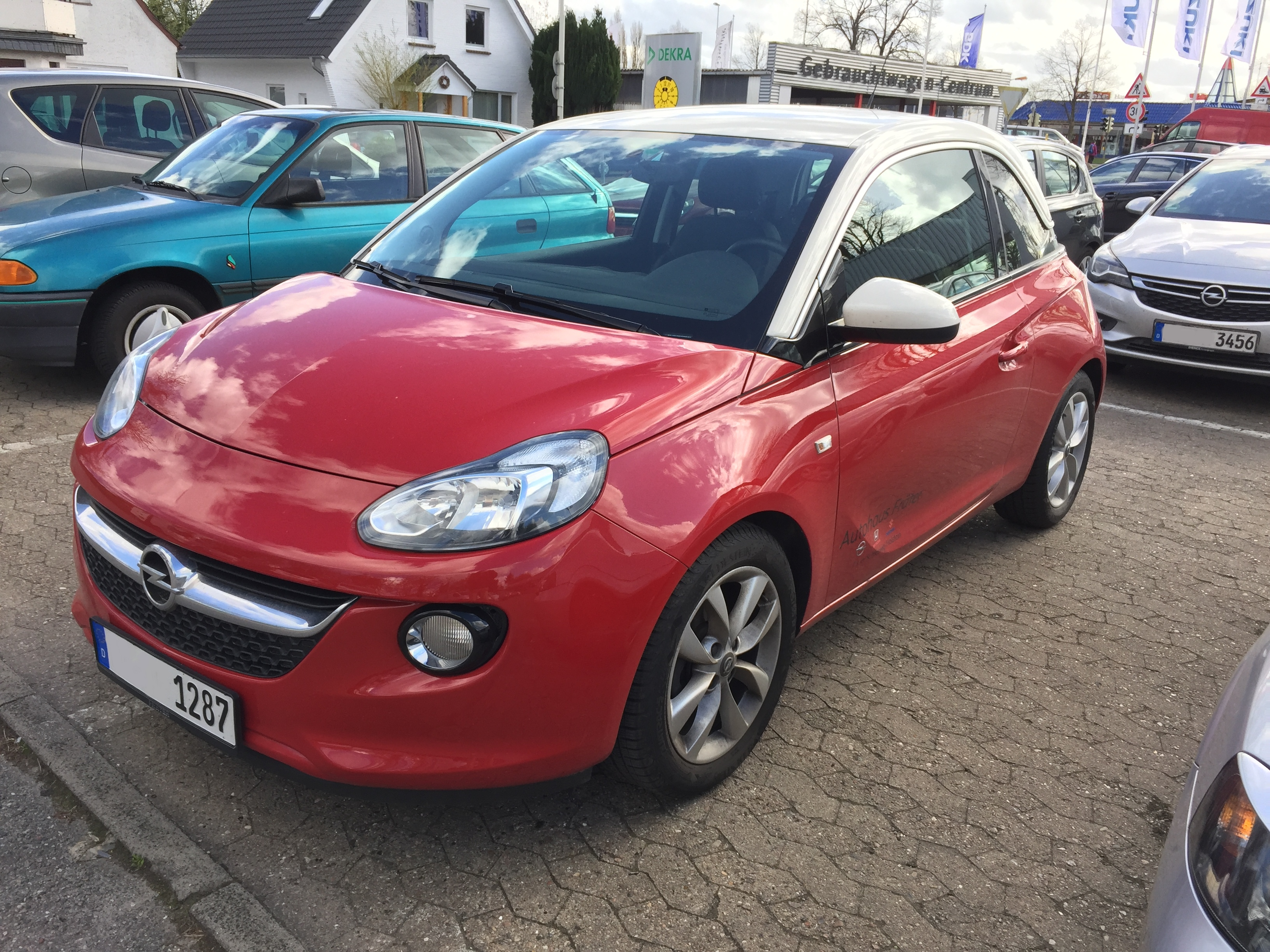
Frontansicht
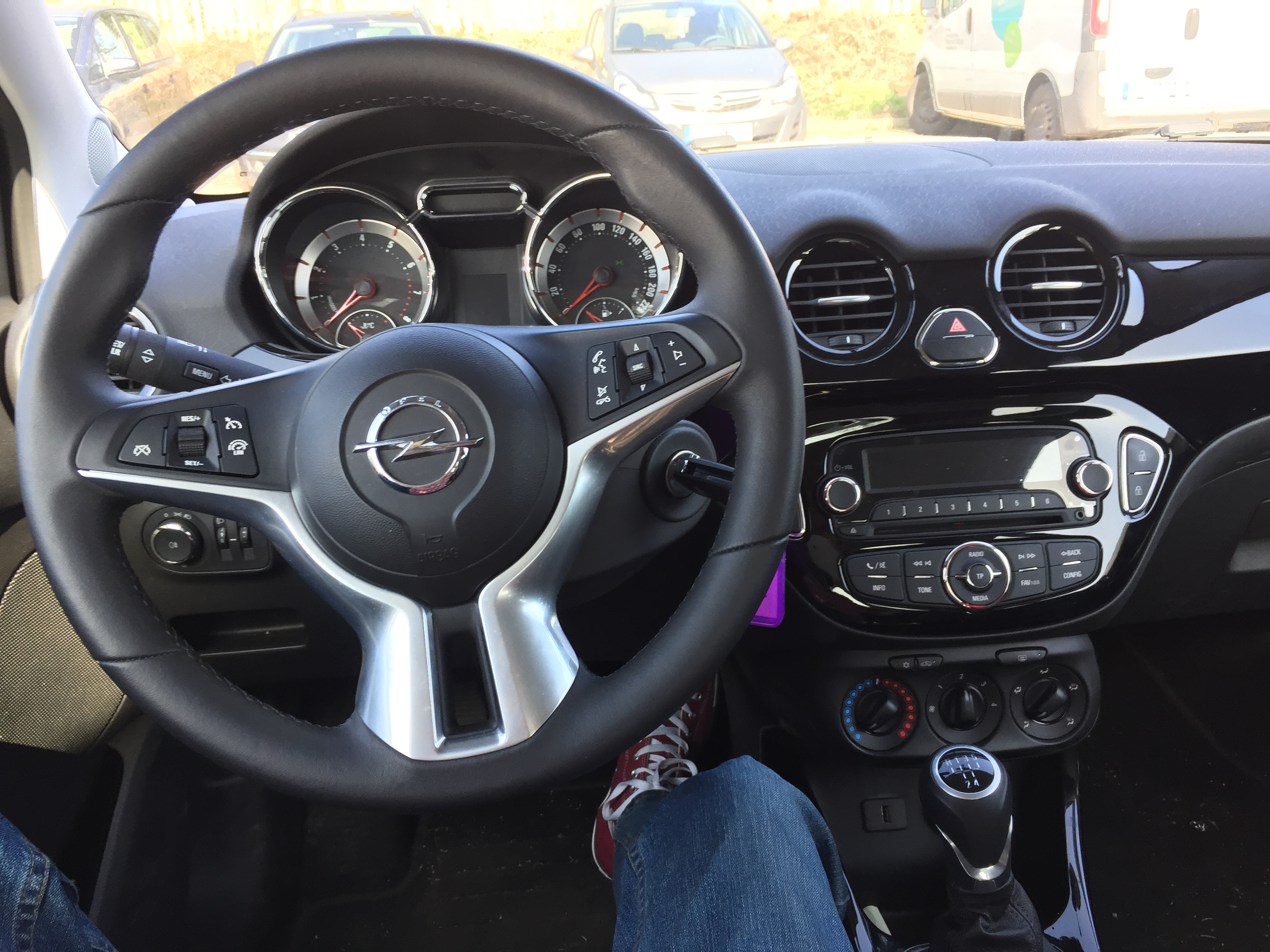
Instrumententafel in Grundausstattung

In der Serienausstattung hatte der Adam ein Radio, elektrische Fensterheber und Außenspiegel, Tagfahrlicht, ABS, ESP, geteilt umlegbare Rücksitze, Zentralverriegelung, Chromdekor im Innenraum sowie eine Servolenkung mit dem sogenannten City-Modus, bei dem die Lenkkraftunterstützung deutlich größer ist.
- Jam: höherwertige Version

Beim Adam der Linie Jam zählten zusätzlich eine Klimaanlage, Tempomat, Bordcomputer, Lederlenkrad, höhen- und längseinstellbare Lenksäule, Aluräder sowie ein CD-Radio und eine Freisprecheinrichtung zur Serienausstattung. Im Herbst 2018 war diese Linie Grundausstattung.
- Glam: luxuriöse Version[14]

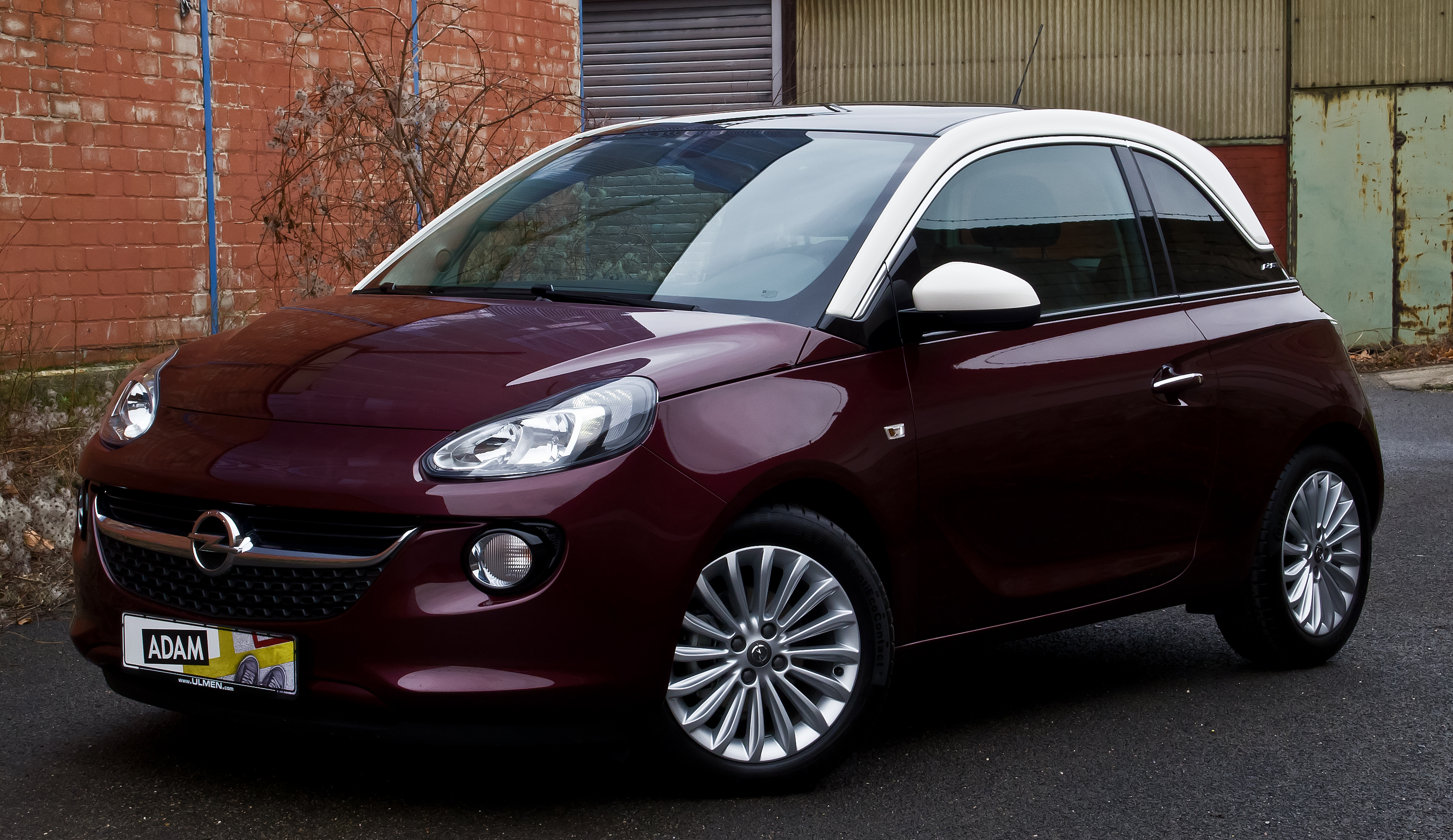
Opel Adam 1.4 Glam

Der Glam hatte darüber hinaus serienmäßig eine Klimaautomatik, LED-Tagfahrlicht und ein Panorama-Glasdach.
Im Herbst 2018 war das Panorama-Glasdach beim Adam 120 Jahre konfigurierbar; weiter war letzterer als Open air mit dreilagigem elektrischen Stoffschiebedach erhältlich.
- Slam: sportliche Version[10]

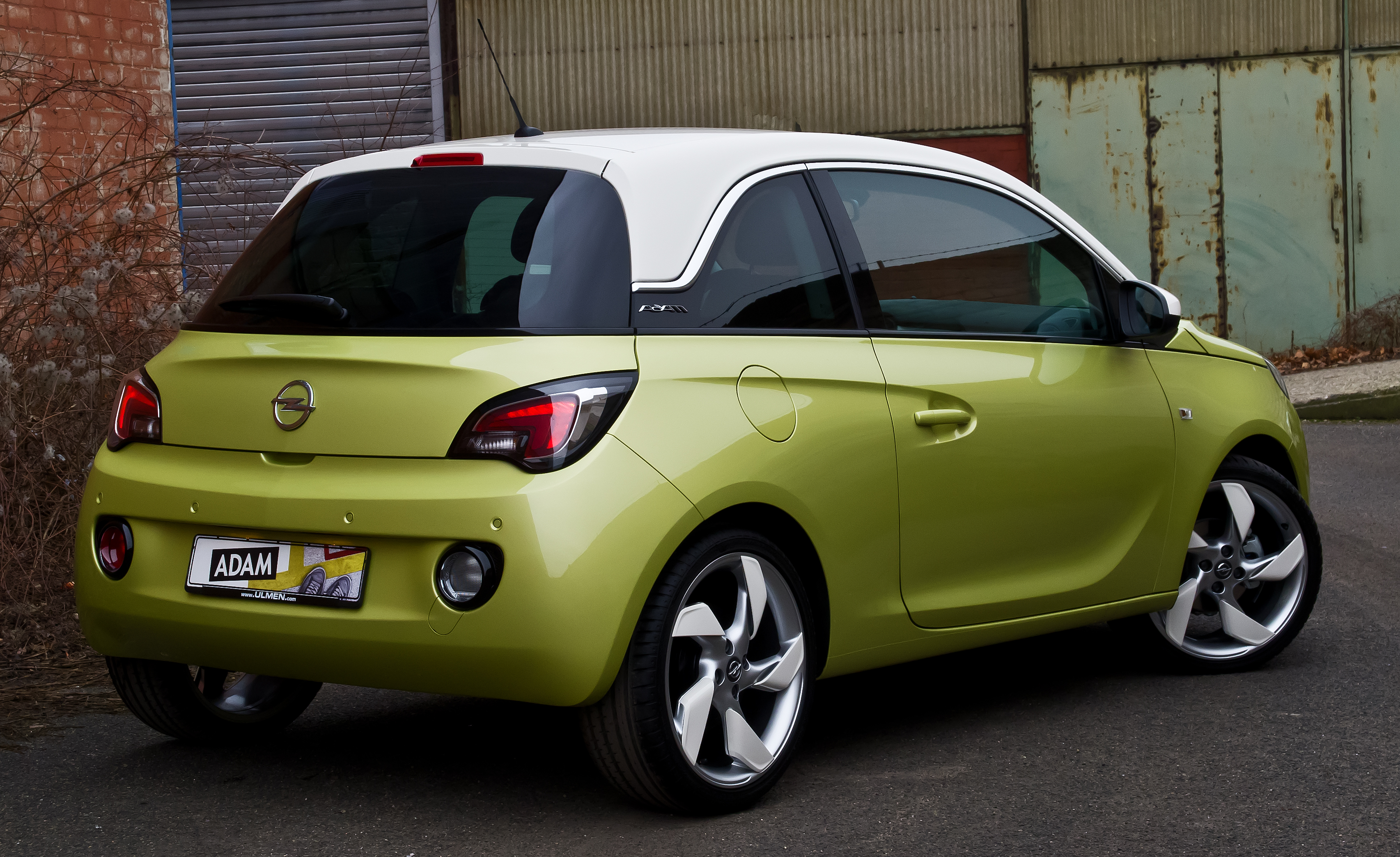
Adam 1.4 Slam, Heckansicht
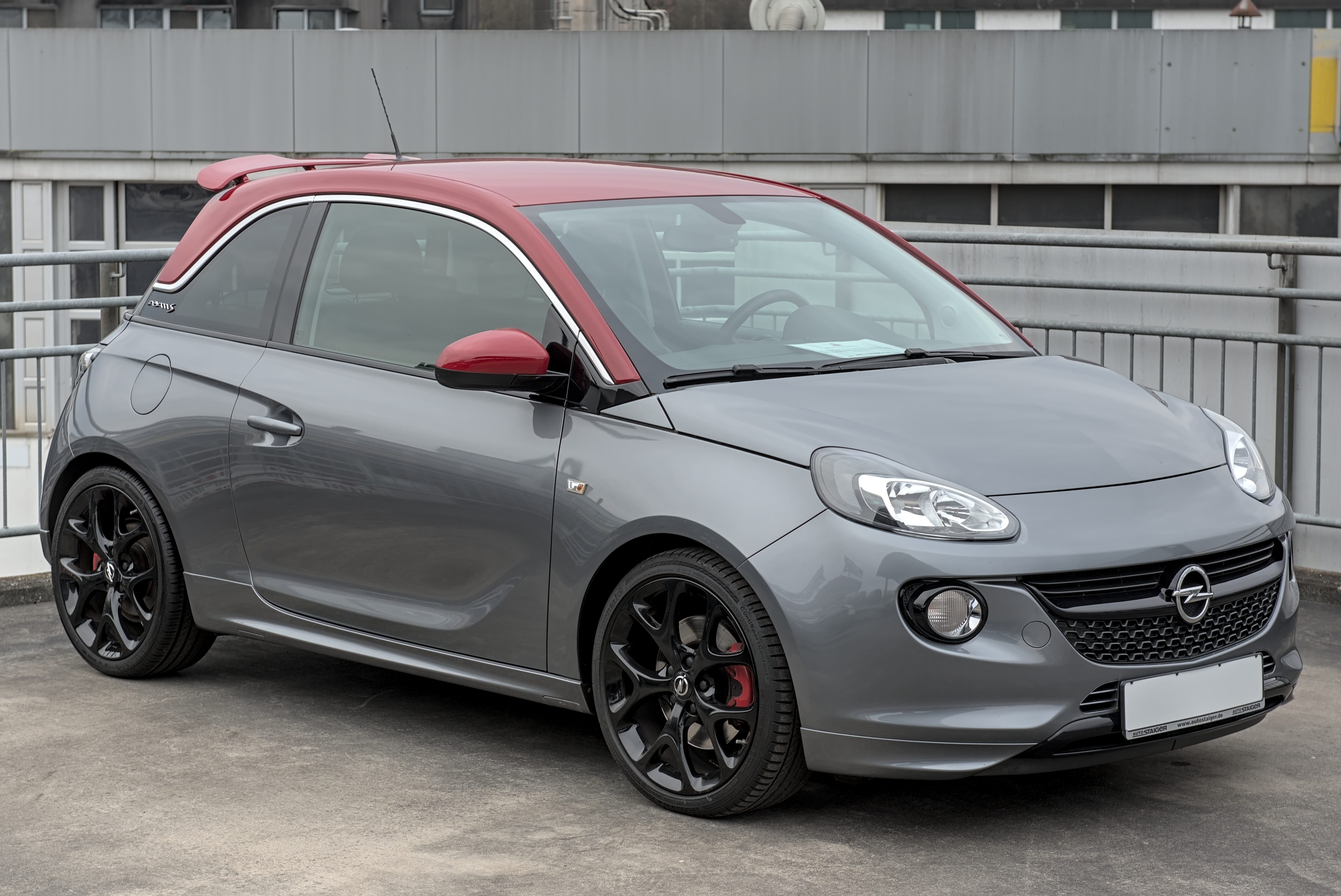
Opel Adam S (2015–2019)
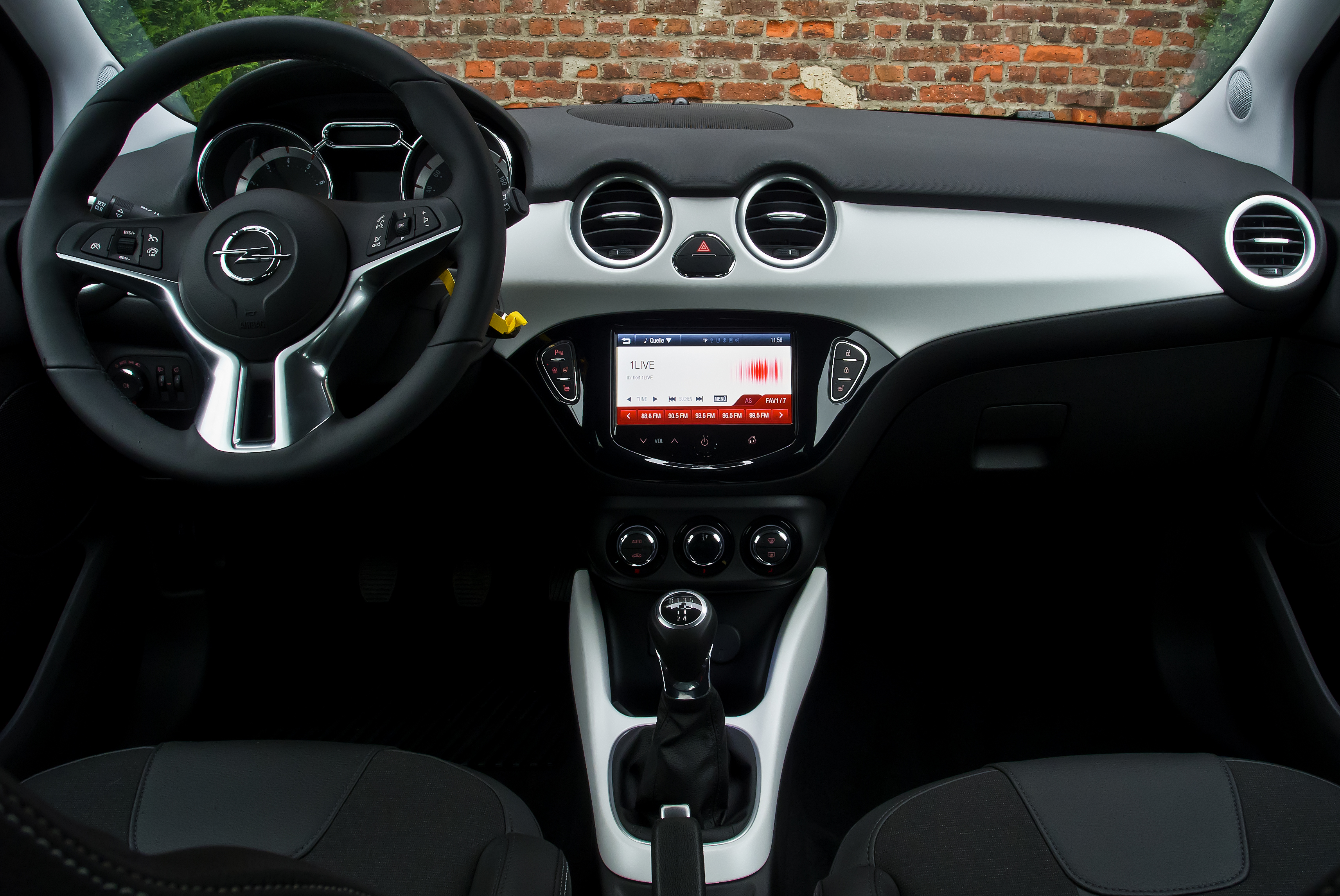
Slam, Instrumententafel

Diese Ausstattung hatte zudem stark getönte Wärmeschutzverglasung im Fond, Teilleder, größere Aluräder, LED-Rückleuchten sowie ein Sportfahrwerk. Das Panorama-Glasdach war eine kostenpflichtige Sonderausstattung. Ihr wurde 2014 der Adam S mit dem 110 kW (150 PS) starken 1,4-Liter-Turbomotor, stärkeren Bremsen (vorn aus dem Corsa OPC) und Dachheckspoiler zur Seite gestellt.
- Rocks kam Juli 2014 hinzu; Variante mit Offroad-Look und Faltdach (seit der Einstellung nicht mehr konfigurierbar)

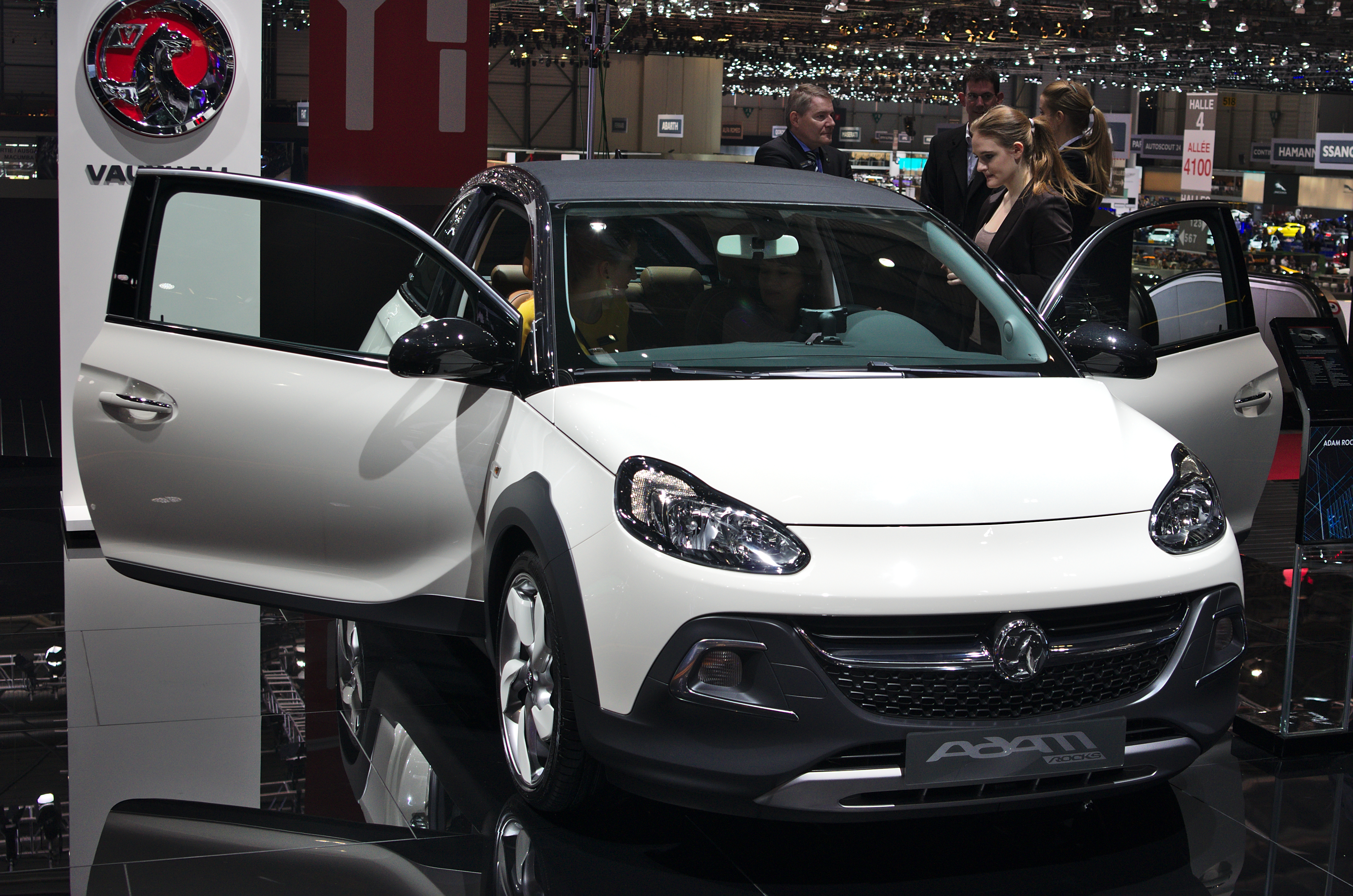
Adam Rocks (als Vauxhall)
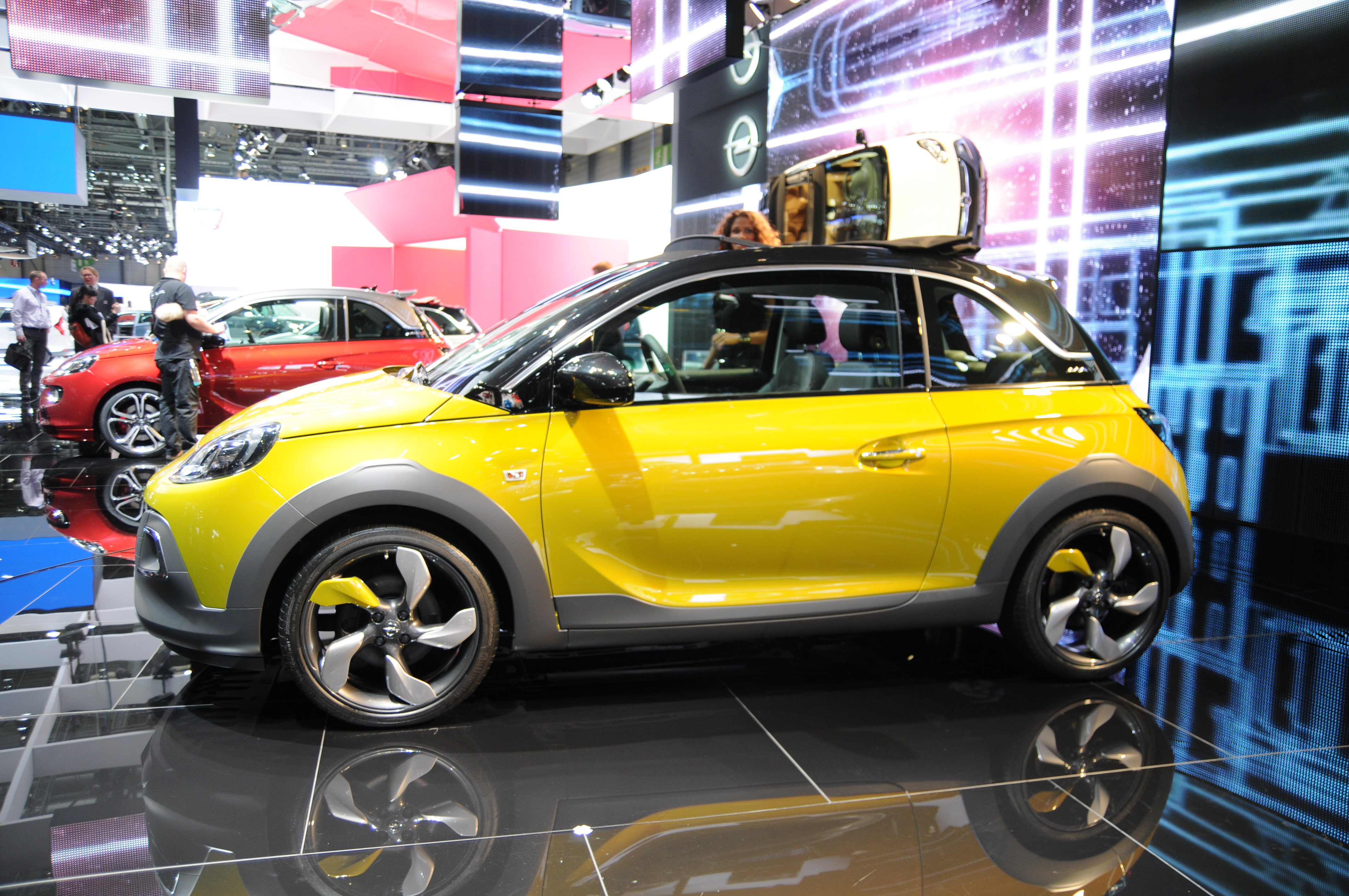
Adam Rocks, Seitenansicht

Der Rocks besaß neben Kunststoffplanken und angedeutetem Unterfahrschutz 1,5 cm mehr Bodenfreiheit. Das Faltdach war dreilagig und kann bis zu einer Geschwindigkeit von 140 km/h elektrisch geöffnet und geschlossen werden; Ab Januar 2015 war es auch für den Adam ohne erhöhte Bodenfreiheit angeboten.
Seit 2015 war auch der Rocks S mit dem 110 kW (150 PS) starken 1,4-Liter-Turbomotor und Dachheckspoiler erhältlich.
Darüber hinaus wurde eine Extreme genannte Ausstattung angeboten, die mit Dekorelementen zum Beispiel für Innen- und Außenspiegel sowie Grillspange, teilweise auch für Räder und Innenraum versehen war.
Eine weitere Spielart waren folgende Ausstattungsversionen:
- Black: mit schwarzem Dach, schwarzen Felgen und schwarzen Außenspiegeln
- White: mit weißem Dach, weißen Rädern und weißen Außenspiegeln
- Twisted: farbige Kombinationen für Spiegel, Grillspange und Interieur sowie dazu jeweils passende Leichtmetallräder.

- Limitierte Sonderedition 2014

Eine auf 750 Fahrzeuge beschränkte Sonderedition im Cappuccino-Look wurde beim Kaffeehändler Tchibo ab 10. September 2014 angeboten, um neue Käuferkreise zu gewinnen. In Kaffeebraun mit weißem Dach war das Modell Jam mit einem 51 kW (69 PS) starken 1,2-Liter-Ottomotor, Klimaanlage und Sonderzubehör zum Preis von 13.990 Euro erhältlich.
Anmerkung: Im Herbst 2018 lag der Einstandspreis für den Adam Jam uni in der Farbe Mandarina Orange mit 14.035 € in ähnlicher Höhe.

## Bildergalerie

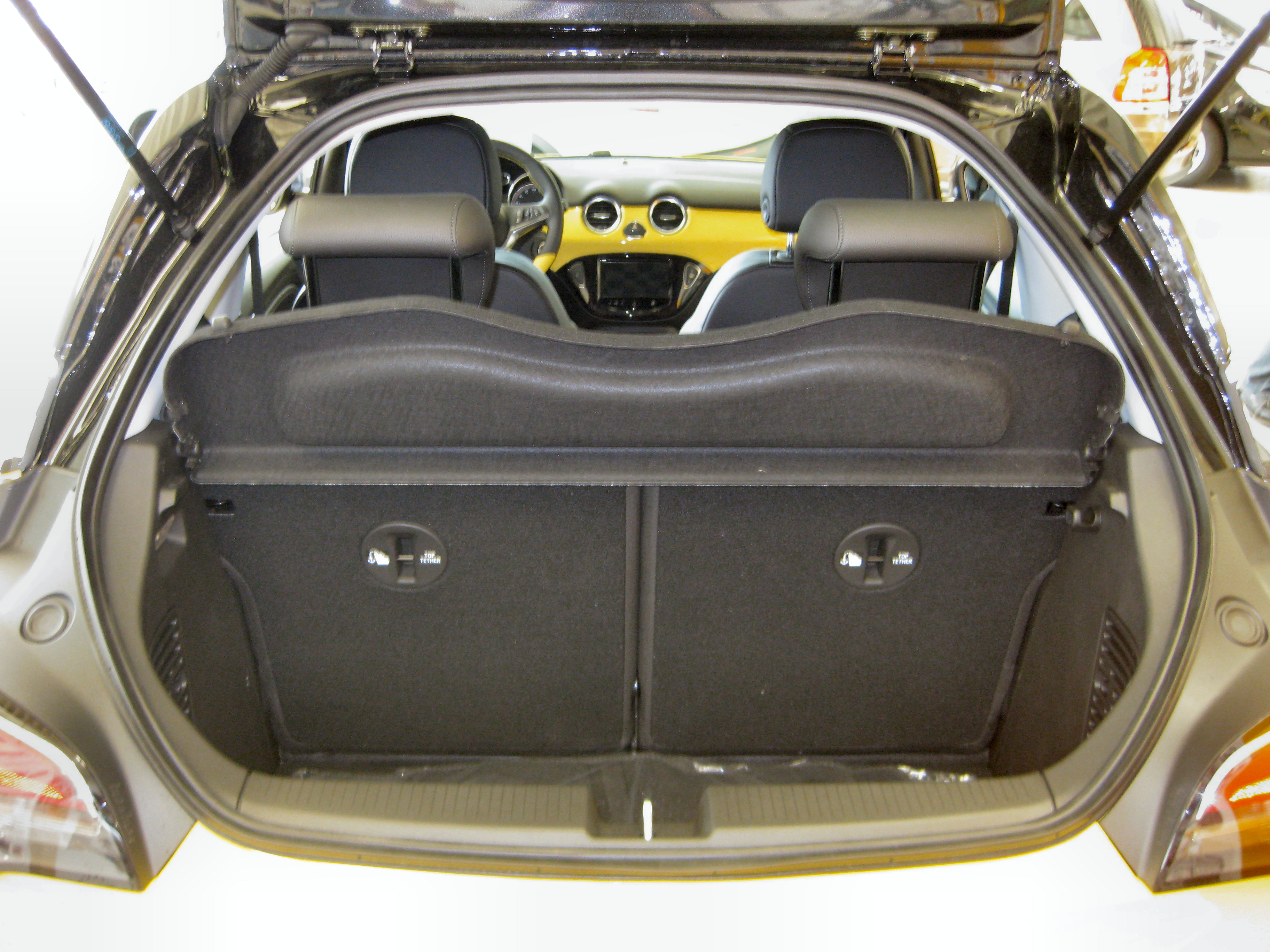
Kofferraum
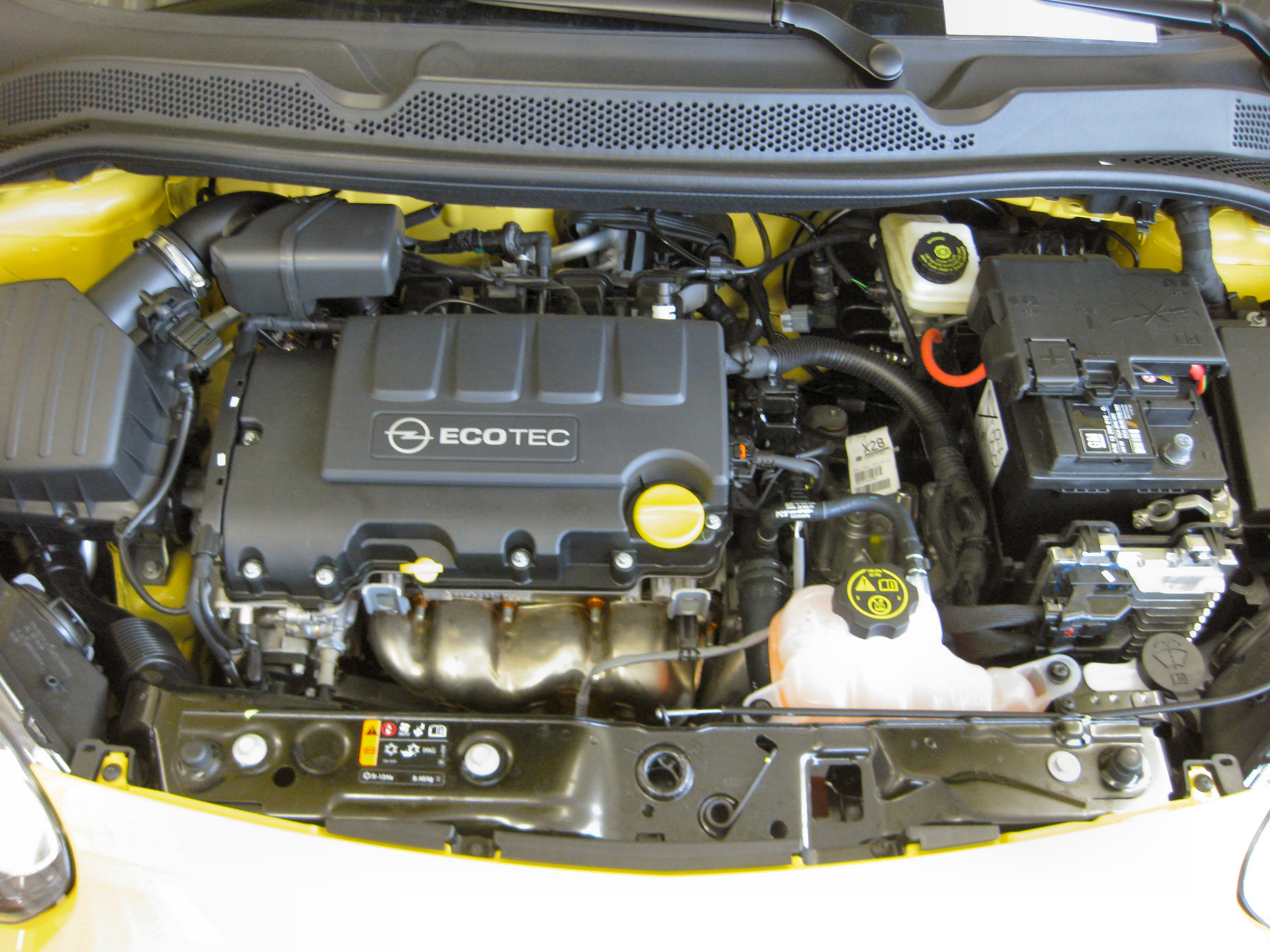
Motorraum des 1,2-Liter-Motors mit 70 PS
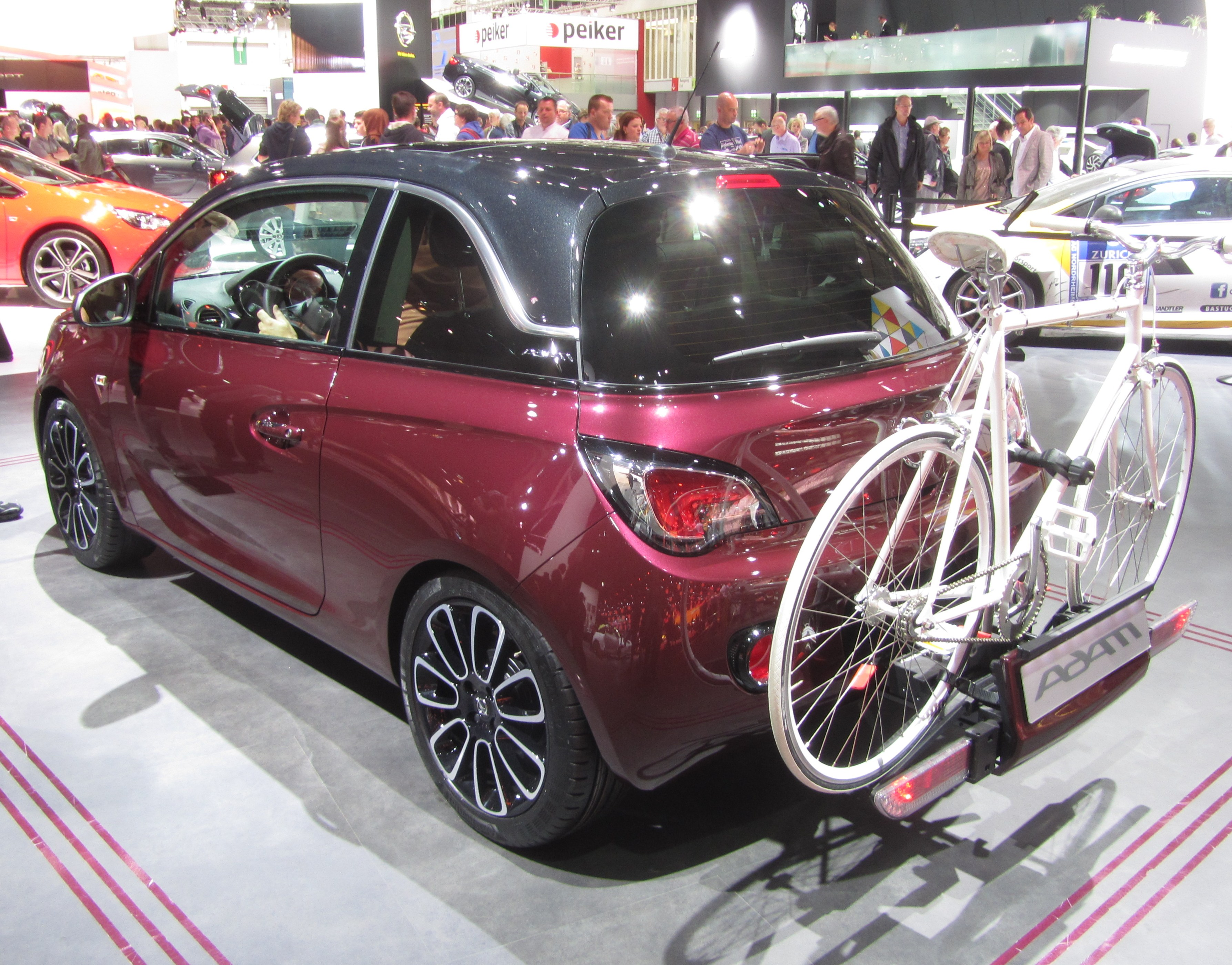
„Flexfix“ für ein Fahrrad

## Technische Daten

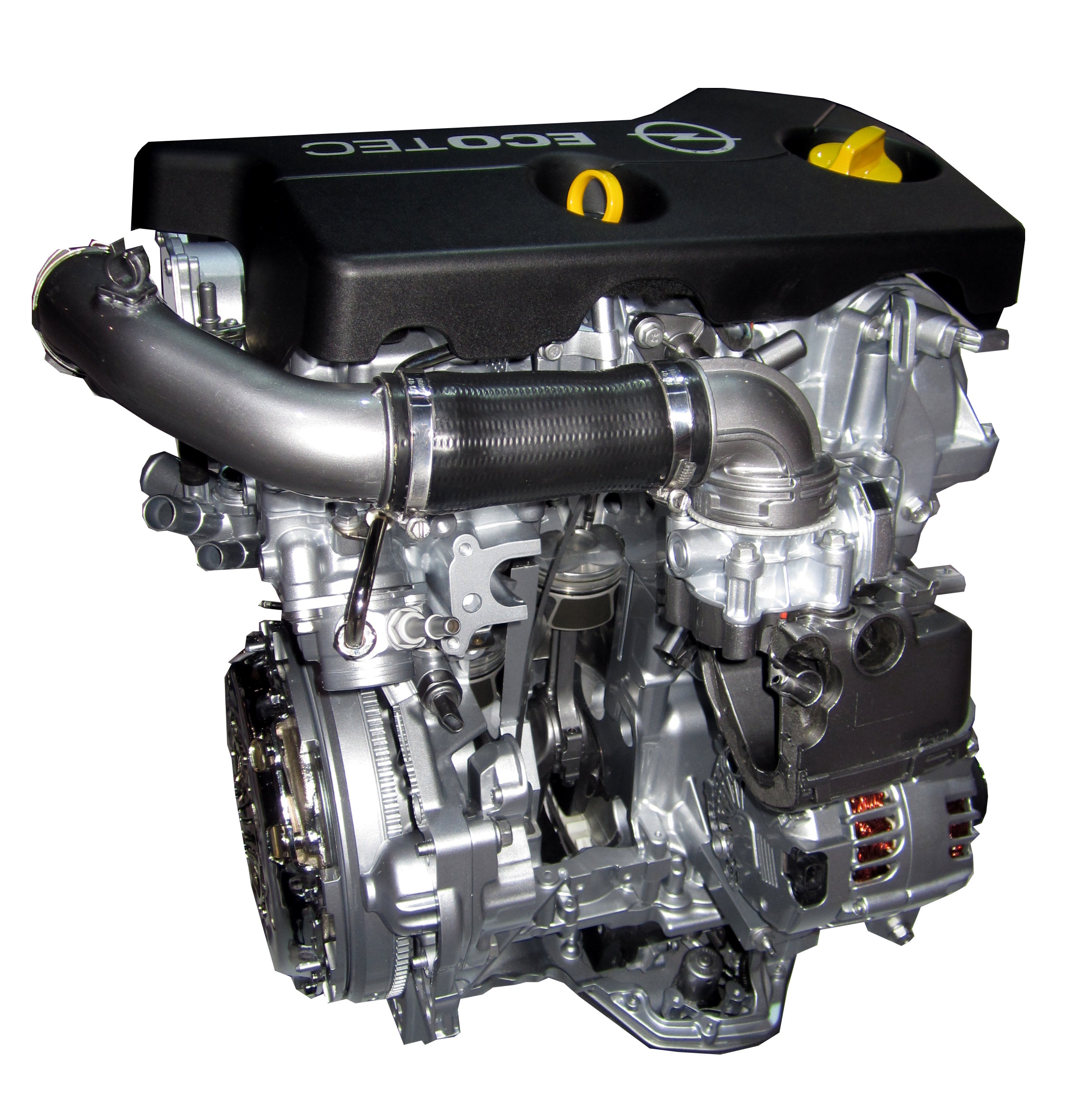
Der dreizylindrige 1.0-EDIT-Motor

Zunächst wurde der Adam mit bereits aus dem Corsa D bekannten 1,2- und 1,4-Liter-Ottomotoren angeboten, die ein Leistungsspektrum von 51 kW (70 PS) bis 74 kW (100 PS) abdecken. Diese sind ausschließlich an ein 5-Gang-Schaltgetriebe gekoppelt.
Mit dem 1.4 LPG Ecoflex hat Opel im August 2013 eine Autogas-Variante des Adam auf den Markt gebracht. Dieser leistet 64 kW (87 PS) und verbraucht 6,9 Liter Flüssiggas auf 100 Kilometer.
Ab Juli 2014 gab es einen neu entwickelten, modernen Vollaluminium-Dreizylinder-Ottomotor von etwa einem Liter Hubraum u. a. mit Benzindirekteinspritzung, Turbolader, variabler Ventilsteuerung, nach Bedarf arbeitender Wasserpumpe, zweistufiger Ölpumpe, Ausgleichswelle und akustischen Isolierungen. Er wird mit einem neu konstruierten Sechsganggetriebe verbunden, das mit 37 kg Gewicht auch 30 % leichter ist als sein Vorgänger.
Das Topmodell Adam S, ab 18. November 2014 zu Preisen ab 18.690 Euro bestellbar, hatte einen 1,4 Liter großen Vierzylinder-Turbomotor, der 110 kW (150 PS) leistet und ein Drehmoment von 220 Nm entwickelt.
Ab November 2014 erfüllten alle angebotenen Motoren die Vorgaben von Euro 6.
Ein Dieselmotor wurde aufgrund des höheren Gewichts nicht geplant.
| Kenngrößen                                    | 1.0 EDIT (1)                                | 1.0 EDIT (1)                                | 1.2 (ecoFLEX)                                               | 1.4 (ecoFLEX)                                               | 1.4 LPG ecoFLEX                                             | 1.4 (ecoFLEX)                                               | 1.4 Turbo (ecoFLEX)                                                        |
| Bauzeitraum                                   | 07/2014–05/2019                             | 07/2014–05/2019                             | 01/2013–05/2019                                             | 01/2013–05/2019                                             | 07/2013–05/2019                                             | 01/2013–05/2019                                             | 11/2014–05/2019                                                            |
| Motorkenndaten                                |                                             |                                             |                                                             |                                                             |                                                             |                                                             |                                                                            |
| Motorkennzeichnung                            | B10XFL                                      | B10XFT                                      | A12XEL / B12XEL                                             | A14XEL / B14XEL                                             | A14XEL / B14XEL                                             | A14XER / B14XER / D14XER                                    | B14NEH                                                                     |
| Motortyp                                      | R3-Ottomotor                                | R3-Ottomotor                                | R4-Ottomotor                                                | R4-Ottomotor                                                | R4-Ottomotor                                                | R4-Ottomotor                                                | R4-Ottomotor                                                               |
| Gemischaufbereitung                           | Benzindirekteinspritzung                    | Benzindirekteinspritzung                    | Saugrohreinspritzung                                        | Saugrohreinspritzung                                        | Saugrohreinspritzung                                        | Saugrohreinspritzung                                        | Saugrohreinspritzung                                                       |
| Motoraufladung                                | Turbolader                                  | Turbolader                                  | –                                                           | –                                                           | –                                                           | –                                                           | Turbolader                                                                 |
| Hubraum                                       | 999 cm³                                     | 999 cm³                                     | 1229 cm³                                                    | 1398 cm³                                                    | 1398 cm³                                                    | 1398 cm³                                                    | 1364 cm³                                                                   |
| Leistung                                      | 66 kW (90 PS) bei 4000/min                  | 85 kW (115 PS) bei 5200/min                 | 51 kW (69 PS) bei 5600/min                                  | 64 kW (87 PS) bei 6000/min                                  | 64 kW (87 PS) bei 6000/min                                  | 74 kW (100 PS) bei 6000/min                                 | 110 kW (150 PS) bei 4900–5500/min                                          |
| Drehmoment                                    | 170 Nm bei 1800–3700/min                    | 170 Nm bei 1800–4500/min                    | 115 Nm bei 4000/min                                         | 130 Nm bei 4000/min                                         | 125 Nm bei 4000/min                                         | 130 Nm bei 4000/min                                         | 220 Nm bei 2750–4500/min                                                   |
| Kraftübertragung                              |                                             |                                             |                                                             |                                                             |                                                             |                                                             |                                                                            |
| Antrieb, serienmäßig                          | Vorderradantrieb                            | Vorderradantrieb                            | Vorderradantrieb                                            | Vorderradantrieb                                            | Vorderradantrieb                                            | Vorderradantrieb                                            | Vorderradantrieb                                                           |
| Getriebe, serienmäßig                         | 6-Gang-Schaltgetriebe                       | 6-Gang-Schaltgetriebe                       | 5-Gang-Schaltgetriebe                                       | 5-Gang-Schaltgetriebe                                       | 5-Gang-Schaltgetriebe                                       | 5-Gang-Schaltgetriebe                                       | 6-Gang-Schaltgetriebe                                                      |
| Getriebe, optional                            | –                                           | –                                           | –                                                           | 5-Gang-Easytronic                                           | –                                                           | -                                                           | –                                                                          |
| Radaufhängung vorn                            | MacPherson-Federbeine, Querlenker           | MacPherson-Federbeine, Querlenker           | MacPherson-Federbeine, Querlenker                           | MacPherson-Federbeine, Querlenker                           | MacPherson-Federbeine, Querlenker                           | MacPherson-Federbeine, Querlenker                           | MacPherson-Federbeine, Querlenker                                          |
| Radaufhängung hinten                          | Verbundlenkerachse                          | Verbundlenkerachse                          | Verbundlenkerachse                                          | Verbundlenkerachse                                          | Verbundlenkerachse                                          | Verbundlenkerachse                                          | Verbundlenkerachse                                                         |
| Bremsen                                       | Scheibenbremsen vorn, Trommelbremsen hinten | Scheibenbremsen vorn, Trommelbremsen hinten | Scheibenbremsen vorn, Trommelbremsen hinten                 | Scheibenbremsen vorn, Trommelbremsen hinten                 | Scheibenbremsen vorn, Trommelbremsen hinten                 | Scheibenbremsen vorn, Trommelbremsen hinten                 | Scheibenbremsen vorn innenbelüftet 16 Zoll, 15 Zoll Scheibenbremsen hinten |
| Lenkung                                       | Ritzel und Zahnstange                       | Ritzel und Zahnstange                       | Ritzel und Zahnstange                                       | Ritzel und Zahnstange                                       | Ritzel und Zahnstange                                       | Ritzel und Zahnstange                                       | Ritzel und Zahnstange                                                      |
| Messwerte                                     |                                             |                                             |                                                             |                                                             |                                                             |                                                             |                                                                            |
| Höchstgeschwindigkeit                         | 180 km/h                                    | 196 km/h                                    | 165 km/h                                                    | 176 km/h                                                    | 176 km/h                                                    | 185 km/h                                                    | 210 km/h                                                                   |
| Beschleunigung, 0–100 km/h                    | 11,9 s                                      | 9,9 s                                       | 14,9 s                                                      | 12,5 s                                                      | 12,9 s                                                      | 11,5 s                                                      | 8,5 s                                                                      |
| Elastizität, 80–120 km/h im 5. Gang           | 13,2 s                                      | 10,9 s                                      | 26,8 s                                                      | 17,8 s                                                      | 18,4 s                                                      | 17,8 s                                                      | 7,9 s                                                                      |
| Kraftstoffverbrauch auf 100 km (kombiniert) * | (4,2 l Super)                               | (4,9 l Super)                               | 5,3 l Super (4,9 l Super)                                   | 5,3 l Super (5,0 l Super)                                   | 5,5 l Super 6,9 l Autogas                                   | 5,3 l Super (5,0 l Super)                                   | (5,9 l Super plus)                                                         |
| CO2-Emission (kombiniert) *                   | (99 g/km)                                   | (114 g/km)                                  | 124 g/km (115 g/km)                                         | 125 g/km (118 g/km)                                         | 112 g/km                                                    | 125 g/km (118 g/km)                                         | 139 g/km                                                                   |
| Abgasnorm nach EU-Klassifikation              | bis 06/2018 Euro 6, danach Euro 6d-TEMP     | bis 06/2018 Euro 6, danach Euro 6d-TEMP     | bis 11/2014 Euro 5, bis 04/2018 Euro 6, danach Euro 6d-TEMP | bis 11/2014 Euro 5, bis 04/2018 Euro 6, danach Euro 6d-TEMP | bis 11/2014 Euro 5, bis 04/2018 Euro 6, danach Euro 6d-TEMP | bis 11/2014 Euro 5, bis 04/2018 Euro 6, danach Euro 6d-TEMP | bis 06/2018 Euro 6, danach Euro 6d-TEMP                                    |

 * Werte in Klammern ( ) gelten für Fahrzeuge mit Start-Stopp-System

## Motorsport

### Adam Cup
Der Adam Cup wurde von Opel im November 2012 vorgestellt, es ist ein Rallyeumbau auf Basis des Opel Adam für einen eigenen Markenpokal. In Deutschland trug die Markenmeisterschaft den Namen: ADAC-Opel-Rallye-Cup und wurde zusammen mit dem ADAC ausgetragen. Ursprünglich war hier ein Starterfeld von 20 Teilnehmern vorgesehen, das aufgrund des großen Ansturms auf die Starterplätze auf 24 Teilnehmer erhöht wurde. 2018 wurde der ADAC-Opel-Rallye-Cup das letzte Mal ausgetragen, 2021 kam er als ADAC Opel e-Rally Cup zurück.
Anfang März 2013 wurde eine Zusammenarbeit mit der FFSA bekannt gegeben, um auch in Frankreich einen Adam-Cup mit hier 17 Teilnehmern auszurichten. Die Fahrzeuge werden von Holzer-Motorsport aufgebaut, haben einen 1,6-Liter-Saugmotor mit ca. 103 kW (140 PS) und ein sequenzielles 5-Gang-Getriebe von Sadev mit mechanischem Lamellen-Sperrdifferential.

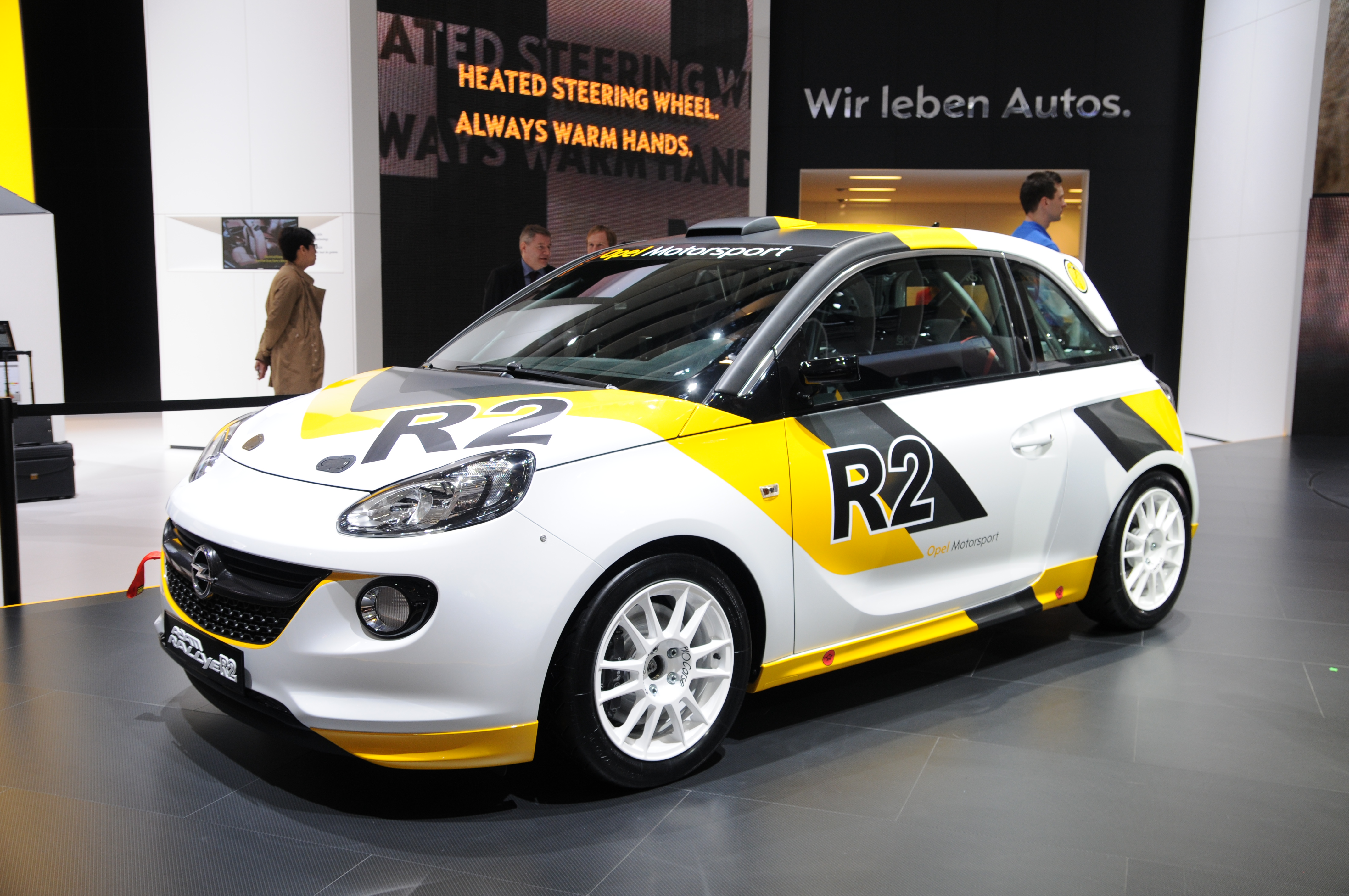
Opel Adam R2 Concept (2013)
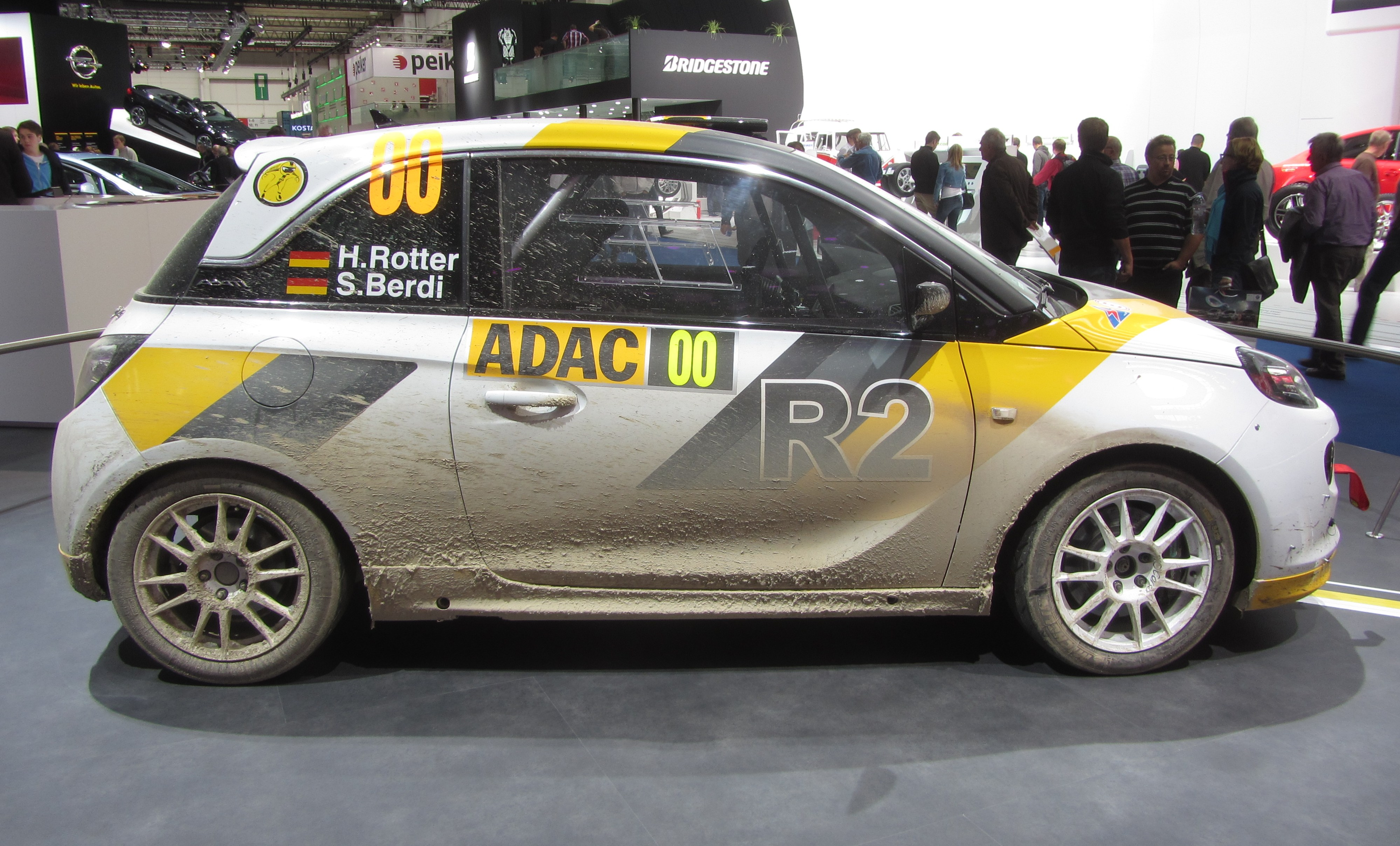
Sportversion nach R2-Rally-Reglement

### Technische Daten
| Modell                       | 1.6 Ecotec 16V   | Adam R2 (1.6-l-16V-Vierzylinder-Saugmotor mit Rennkolben und variabler Nockenwellenverstellung) |
| ---------------------------- | ---------------- | ----------------------------------------------------------------------------------------------- |
| Zylinderzahl                 | R4               | R4                                                                                              |
| Hubraum (cm³)                | 1598             | 1598                                                                                            |
| Max. Leistung (kW/PS)        | 103/140 bei 6500 | 140/190 bei 7750                                                                                |
| Max. Drehmoment (Nm)         | 160 bei 4700     | 190 bei 6200                                                                                    |
| Höchstgeschwindigkeit (km/h) | Bis zu 185       |                                                                                                 |
| Tankinhalt                   | 42 Liter         |                                                                                                 |
| Preis ohne MwSt.             | 24.900 Euro      |                                                                                                 |

Auf dem Genfer Auto-Salon 2013 stellte Opel die Studie des Adam R2 für das FIA-Rallye-Reglement R2 vor; sie basiert weitestgehend auf dem Adam Cup, der 1,6-Liter-Saugmotor leistet hierfür allerdings 136 kW (185 PS) und hat ein Drehmoment von 190 Nm.

## Produktionszahlen Adam
Gesamtproduktion Fahrzeuge von 2012 bis 2019
| Jahr | 2012  | 2013   | 2014   | 2015   | 2016   | 2017   | 2018 | 2019 | Summe |
| ---- | ----- | ------ | ------ | ------ | ------ | ------ | ---- | ---- | ----- |
|      | 1.438 | 53.778 | 58.614 | 55.272 | 52.735 | 48.059 |      |      |       |

## Zulassungszahlen
Zwischen 2013 und 2019 wurden in Deutschland 154.067 Adam neu zugelassen. Mit 23.590 Exemplaren war 2015 das erfolgreichste Verkaufsjahr.
|  |

|  |

|  |

|  |

|  |

|  |

|  |

|  |

|  |

|  |

|  |

|  |

|  |

|  |

|  |

|  |

|  |

|  |

|  |

|  |

|  |

|  |

|  |

|  |

|  |

|  |

|  |

|  |

|  |

|  |

|  |

|  |

|  |

|  |

|  |

|  |

|  |

|  |

|  |

|  |

|  |

|  |

|  |

|  |

|  |

|  |

|  |

|  |

|  |

|  |

|  |

|  |

|  |

|  |

|  |

|  |

|  |

|  |

|  |

|  |

|  |

|  |

|  |

|  |

|  |

|  |

|  |

|  |

|  |

|  |

|  |

|  |

|  |

|  |

|  |

|  |

|  |

|  |

|  |

|  |

|  |

|  |

|  |

|  |

|  |

|  |

|  |

|  |

|  |

|  |

|  |

|  |

|  |

|  |

|  |

|  |

|  |

|  |

|  |

|  |

|  |

|  |

|  |

|  |

|  |

|  |

|  |

|  |

|  |

|  |

|  |

|  |

|  |

|  |

|  |

|  |

|  |

|  |

|  |

|  |

|  |

|  |

|  |

|  |

|  |

|  |

|  |

|  |

|  | Benziner (154.067) |

|  | Benziner (154.067) |